# بول بيترسن
بول بيترسن (بالإنجليزية: Paul Petersen)‏ (23 سبتمبر 1945، غلينديل في الولايات المتحدة)؛كاتب، مغني، ممثل وروائي أمريكي.

## روابط خارجية
- بول بيترسن على موقع IMDb (الإنجليزية)
- بول بيترسن على موقع ألو سيني (الفرنسية)
- بول بيترسن على موقع ميوزك برينز (الإنجليزية)
- بول بيترسن على موقع أول موفي (الإنجليزية)
- بول بيترسن على موقع قاعدة بيانات الأفلام السويدية (السويدية)
- بول بيترسن على موقع إن إن دي بي (الإنجليزية)
- بول بيترسن على موقع ديسكوغز (الإنجليزية)
- بول بيترسن على موقع قاعدة بيانات الفيلم (الإنجليزية)
- بول بيترسن على موقع كينوبويسك (الروسية)